# Anthony Boakye
Pour les articles homonymes, voir Boakye.
Anthony Boakye, né le 13 mai 1995 à Sunyani, est un coureur cycliste ghanéen. 

## Biographie
Anthony Boakye commence le cyclisme à l'âge de treize ans dans sa ville natale de Sunyani. Membre du club Riverpark Sunyani, il devient rapidement l'un des meilleurs cyclistes de la région de Brong Ahafo.
En 2012, il obtient diverses places d'honneur sur des étapes du Tour du Ghana, à dix-sept ans. Il représente ensuite son pays lors des Jeux du Commonwealth de 2014, puis aux Jeux africains de 2015. En 2016, il se classe deuxième du championnat du Ghana sur route.
Lors de la saison 2017, il se distingue en remportant le Tour de l'Est International, disputé en Côte d'Ivoire. L'année suivante, il obtient son meilleur résultat sur le circuit UCI en terminant troisième d'une étape du Tour de Côte d'Ivoire. Il participe également aux championnats d'Afrique ainsi qu'à ses seconds Jeux du Commonwealth, organisés sur la Gold Coast. 
En 2022, il devient champion du Ghana sur route chez les séniors. Il s'impose par ailleurs sur le Tour du Ghana, face aux meilleurs cyclistes du pays.

## Palmarès et résultats

### Palmarès par année
- 2013
  - Cowbell Cycling Tour[5]
- 2016
  - Cowbell Cycling Challenge[6] :
    - Classement général
    - 2e étape

  - 1re étape du GSP Tour
  - 2e du championnat du Ghana sur route
- 2017
  - 2e étape du GSP Tour[7].
  - Tour de l'Est International :
    - Classement général
    - 1re étape

  - 2e du championnat du Ghana du contre-la-montre
- 2022
  -  Champion du Ghana sur route
  - Tour du Ghana :
    - Classement général
    - 1re étape

### Classements mondiaux
| Année           | 2018 |
| --------------- | ---- |
| UCI Africa Tour | 290e |